# Brahma Kumaris
Brahma Kumaris o Universitat Espiritual Mundial Brahma Kumaris (sigles en anglès: BKWSU) (en sànscrit: ब्रह्माकुमारी, que significa "filles de Brahma") és un nou moviment religiós de base hinduista originat a Hyderabad, Pakistan, durant els anys 1930-1940. Va ser fundat per Dada Lekhraj, qui més tard va prendre el nom Brahma Baba. Es caracteritza per la funció prominent que tenen les dones en el moviment. Brahma Kumaris ensenya una forma de meditació que se centra en la identitat com a ànimes (oposat als cossos). Creuen que totes les ànimes són intrínsecament bones i que Déu és la font de tota bondat. El 2008, el moviment tenia 825,000 estudiants regulars, i més de 8,500 centres a 100 països.

## Creences
El moviment s'ha distingit de les seves arrels hinduistes i es veu com un vehicle per a l'ensenyament espiritual més que com a religió.
Brahma Kumaris veu els éssers humans com compostos de dues parts: un cos extern (incloent extensions com estat i possessions) i una ànima interna el caràcter de la qual és revelada a través de l'activitat externa d'una persona - si les accions són fetes amb amor, pacíficament, amb felicitat i humilitat és un aspecte de l'ànima. El grup ensenya que l'ànima és un punt infinitesimal d'espiritual lleuger que resideix en el front, i que totes les ànimes van existir originàriament amb Déu en un món de llum infinita, pau i silenci.

### Ànima suprema

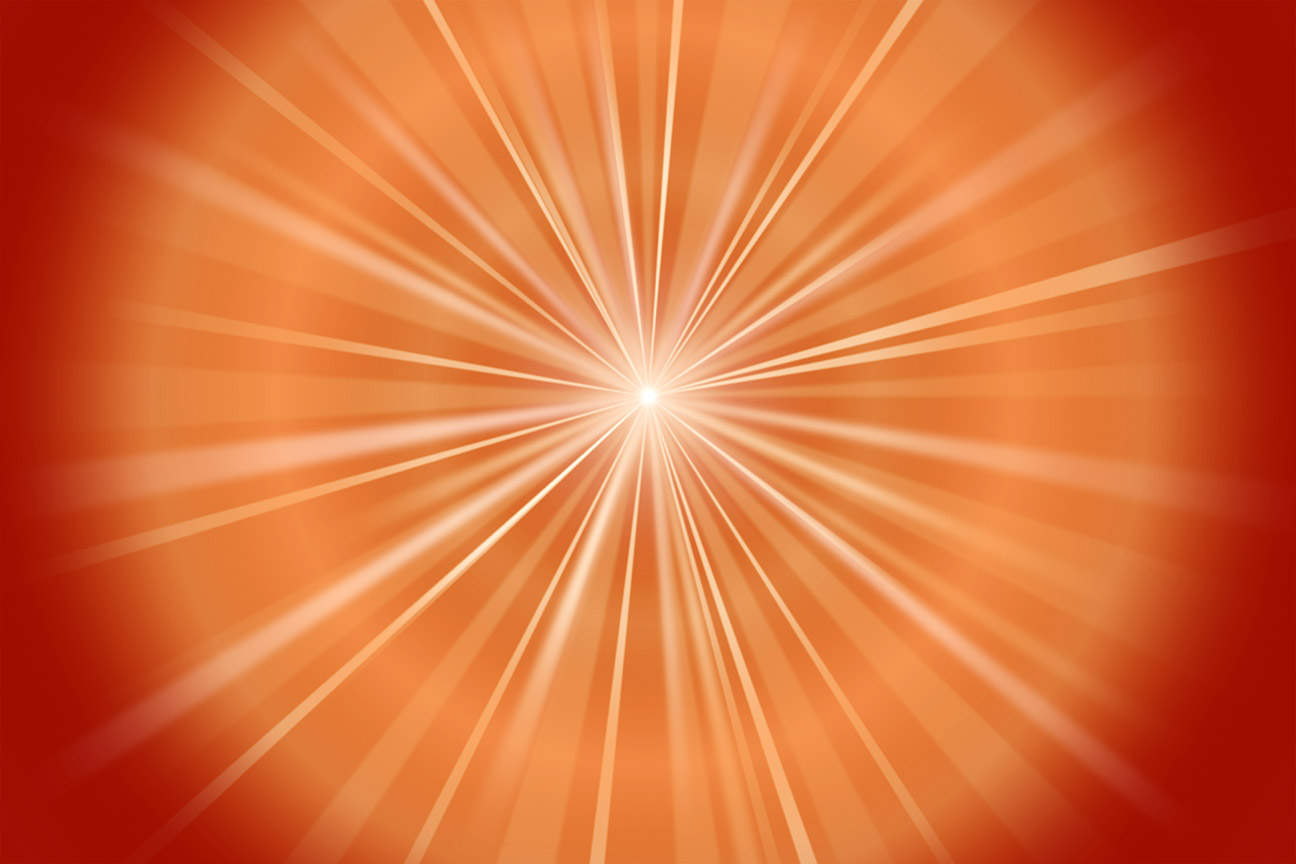
Els seguidors de Brahma Kumaris creuen en Déu com un ésser incorpori de llum

Brahma Kumaris utilitza el terme "Ànima Suprema" per referir-se a Déu. Veuen Déu com un ésser incorpori i etern, i el consideren com un punt de llum de vida, però sense un cos físic. No entra al cicle de naixement, mort i renaixement, com els éssers humans. Déu és vist la representació perfecte i constant de totes les virtuts, poders i valors. També és el pare incondicionalment amorós de totes les ànimes, independentment de la seva religió, gènere, o cultura.

### Karma
Brahma Kumaris creu en el karma, això és, que cada acció feta per una ànima crearà un retorn conseqüent, i que el destí del cos pròxim de l'ànima depèn de com actua i es comporta en aquesta vida. A través de meditació, per transformar patrons de pensament i finalment accions, Brahma Kumaris creu que les persones poden purificar el seu "compte kàrmic" i aconseguir una vida millor en el naixement present i pròxim.